# 欧洲棕熊
歐洲棕熊是棕熊種群數量最多的一个亚种，现在主要分布于北欧和东欧。其雄性體重可達481千克，身長接近2.5米，但正常情況下要小得多，雌性則更小。

## 歷史
不列顛在公元前1000年前存在歐洲棕熊，但後來被捕殺殆盡。而歐洲大陸上的歐洲棕熊則一直存在著，古羅馬時代還被用作競技場的鬥獸。相較北美洲的棕熊（如科迪亞克棕熊）而言，歐洲棕熊的危險性較小，斯堪的納維亞在20世紀僅有三人死於棕熊的襲擊。

## 外部連接
- Det Skandinaviske Bjørneprosjektet （页面存档备份，存于）
- Large Carnivore Initiative for Europe （页面存档备份，存于）